# Coop i Cami pytają świat
Coop i Cami pytają świat (ang. Coop & Cami Ask the World, od 2018) – amerykański sitcom wytwórni Disney Channel Original Series stworzony przez Boyce’a Bugliari i Jamiego McLaughlina. W rolach głównych występują Dakota Lotus i Ruby Rose Turner. Jego amerykańska premiera odbyła się 12 października 2018 na kanale Disney Channel. Polska premiera serialu odbyła się 29 kwietnia 2019 na antenie Disney Channel.
25 stycznia 2019 stacja Disney Channel potwierdziła, że powstanie drugi sezon serialu.

## Fabuła
Serial opisuje perypetie rodzeństwa Wratherów – trzynastoletniego Coopera "Coop" oraz jego młodszej siostry Cameron "Cami", którzy organizują pokaz online i pomagają milionom swoich fanów w głosowaniu na zadane pytania i rozwiązywaniu codziennych problemów.

## Obsada

### Główna
- Dakota Lotus jako Cooper "Coop" Wrather – trzynastoletni chłopak oraz starszy brat Cami.
- Ruby Rose Turner jako Cameron "Cami" Wrather – młodsza siostra Coopa.
- Olivia Sanabia jako Charlotte Wrather – starsza siostra Coopa i Cami.
- Albert Tsai jako Fred – najlepszy przyjaciel Coopa.
- Paxton Booth jako Ollie Wrather – młodszy brat Coopa i Cami.
- Rebecca Metz jako Jenna Wrather – owdowiała matka Coopa i Cami.

### Drugoplanowa
- Tessa Espinola jako Pam – przyjaciółka Cami.
- Jayden Bartels jako Peyton – dziewczyna Coopa.

Lektor: Artur Kaczmarski

## Odcinki

### Seria 1 (2018-2019)
| Nr | Tytuł                                                | Tytuł polski                            | Reżyseria          | Scenariusz                             | Premiera             | Premiera w Polsce | Kod |
| -- | ---------------------------------------------------- | --------------------------------------- | ------------------ | -------------------------------------- | -------------------- | ----------------- | --- |
| 1  | Would You Wrather Take Your Mom to the School Dance? | A gdyby tak iść z mamą na szkolny bal   | David Kendall      | Boyce Bugliari i Jamie McLaughlin      | 12 października 2018 | 29 kwietnia 2019  | 101 |
| 2  | Would You Wrather Have a Hippo?                      | A gdyby tak spać z pluszakiem           | David Kendall      | Boyce Bugliari i Jamie McLaughlin      | 19 października 2018 | 30 kwietnia 2019  | 102 |
| 3  | Would You Wrather Put a Sock in It?                  | A gdyby tak zjeść skarpetkę             | David Kendall      | Greg Schaffer                          | 26 października 2018 | 1 maja 2019       | 103 |
| 4  | Would You Wrather Have Potato Pants?                 | A gdyby tak zjeść ziemniaczki           | David Kendall      | Boyce Bugliari i Jamie McLaughlin      | 2 listopada 2018     | 2 maja 2019       | 104 |
| 5  | Would You Wrather Be the Principal’s BFF?            | A gdyby tak przyjaźnić się z dyrektorem | David Kendall      | Erica Spates i Sam Littenberg-Weisberg | 9 listopada 2018     | 3 maja 2019       | 105 |
| 6  | Would You Wrather Get Lost?                          | A gdyby tak się zgubić                  | David Kendall      | Dan Cross i David Hoge                 | 16 listopada 2018    | 6 maja 2019       | 106 |
| 7  | Would You Wrather Build a Sled?                      | Sanie, czy kręgle – saniokręgle         | Robbie Countryman  | Liz Suggs                              | 30 listopada 2018    | 7 maja 2019       | 109 |
| 8  | Would You Wrather Get a Moose Angry?                 | Legenda Krampel Pumpla                  | Jody Margolin Hahn | Maiya Williams                         | 7 grudnia 2018       | 8 maja 2019       | 111 |
| 9  | Would You Wrather Be Orange?                         | Przyjaźń czy kochanie?                  | Jody Margolin Hahn | Erica Spates i Sam Littenberg-Weisberg | 19 stycznia 2019     | 9 maja 2019       | 110 |
| 10 | Would You Wrather Escape?                            | Godzić czy uciekać?                     | Wendy Faraone      | Dan Cross i David Hoge                 | 26 stycznia 2019     | 10 maja 2019      | 108 |
| 11 | Would You Wrather Be the Heart or the Hammer?        | Serce czy siła?                         | Robbie Countryman  | Lena Kouyoumdjian                      | 2 lutego 2019        | 2 września 2019   | 107 |
| 12 | Would You Wrather Move to Canada?                    | W kurtce czy bez kurtki?                | Trevor Kirschner   | Greg Schaffer                          | 9 lutego 2019        | 2 września 2019   | 112 |
| 13 | Would You Wrather Lose a Luau?                       | Koty czy roboty?                        | Jon Rosenbaum      | Dan Cross i David Hoge                 | 16 lutego 2019       | 3 września 2019   | 114 |
| 14 | Would You Wrather Have a Beard?                      | Średnia średnia                         | Trevor Kirschner   | Boyce Bugliari i Jamie McLaughlin      | 23 lutego 2019       | 4 września 2019   | 113 |
| 15 | Would You Wrather Catch a Fish?                      | Ryby czy roboty?                        | Jon Rosenbaum      | William Luke Schreiber                 | 2 marca 2019         | 5 września 2019   | 115 |
| 16 | Would You Wrather Take a Worm Shower?                | Robale nigdy i wcale                    | Shannon Flynn      | Boyce Bugliari i Jamie McLaughlin      | 9 marca 2019         | 6 września 2019   | 116 |
| 17 | Would You Wrather Wreck a Record?                    | Chyba, że mama pościeli za ciebie       | Wendy Faraone      | Lena Kouyoumdjian                      | 16 marca 2019        | 9 września 2019   | 117 |
| 18 | Would You Wrather Back Down?                         | Upiększanie czy podpuszczanie?          | Wendy Faraone      | Erica Spates i Sam Littenberg-Weisberg | 23 marca 2019        | 10 września 2019  | 118 |
| 19 | Would You Wrather Have Dance Face?                   | Combo 5                                 | Jody Margolin Hahn | Dan Cross i David Hoge                 | 30 marca 2019        | 11 września 2019  | 119 |
| 20 | Would You Wrather Just Dance?                        | To czy to, czy to i to?                 | Jody Margolin Hahn | Greg Schaffer                          | 6 kwietnia 2019      | 12 września 2019  | 120 |
| 21 | Would You Wrather Help a Wrather?                    | Razem czy osobno?                       | Robbie Countryman  | Boyce Bugliari i Jamie McLaughlin      | 13 kwietnia 2019     | 13 września 2019  | 121 |

### Seria 2 (2019-2020)
| Nr | Tytuł                                               | Tytuł polski                                      | Reżyseria          | Scenariusz                             | Premiera             | Premiera w Polsce    | Kod |
| -- | --------------------------------------------------- | ------------------------------------------------- | ------------------ | -------------------------------------- | -------------------- | -------------------- | --- |
| 22 | Would You Wrather Catch an Evil Bunny?              | Czy chcesz złapać złego króliczka?                | Robbie Countryman  | Boyce Bugliari i Jamie McLaughlin      | 5 października 2019  | 5 października 2020  | 205 |
| 23 | Would You Wrather Sing or Fly?                      | Co by tu wybrać – śpiewanie czy latanie?          | David Kendall      | Boyce Bugliari i Jamie McLaughlin      | 12 października 2019 | 6 października 2020  | 201 |
| 24 | Would You Wrather Be the Weakest Link?              | Co by tu wybrać – kto jest najsłabszym ogniwem?   | David Kendall      | Chris Peterson i Bryan Moore           | 19 października 2019 | 7 października 2020  | 202 |
| 25 | Would You Wrather Get a Selfie?                     | Co by tu wybrać – selfie czy przyjaciela?         | Jody Margolin Hahn | Randi Barnes                           | 26 października 2019 | 8 października 2020  | 204 |
| 26 | Would You Wrather Have a Frozen Phone?              | Czy chcesz mieć zepsuty telefon?                  | Danielle Fishel    | Kelly Hannon                           | 2 listopada 2019     | 9 października 2020  | 206 |
| 27 | Would You Wrather Get High Honors?                  | Czy warto walczyć o czerwony pasek?               | Wendy Faraone      | Boyce Bugliari i Jamie McLaughlin      | 9 listopada 2019     | 12 października 2020 | 209 |
| 28 | Would You Wrather Be Caught in the Middle?          | Czy lubicie być między młotem a kowadłem?         | Wendy Faraone      | Chris Peterson i Bryan Moore           | 16 listopada 2019    | 13 października 2020 | 210 |
| 29 | Would You Wrather Live in an Igloo?                 | Czy zamieszkalibyście w igloo?                    | Robbie Countryman  | Joanne Lee                             | 23 listopada 2019    | 14 października 2020 | 208 |
| 30 | Would You Wrather Lose Your Presents?               | Czy chcecie stracić prezenty?                     | Robbie Countryman  | Maiya Williams                         | 7 grudnia 2019       | 15 października 2020 | 207 |
| 31 | Would You Wrather Skate Circles Around Your Sister? | Czy warto jeździć na łyżwach wokół swoich sióstr? | Kelly Park         | Randi Barnes                           | 23 marca 2020        | 16 października 2020 | 219 |
| 32 | Would You Wrather Watch a Ferret?                   | Czy masz ochotę popilnować fretki?                | Kelly Park         | Wesley Jermaine Johnson i Scott Taylor | 24 marca 2020        | 19 października 2020 | 211 |
| 33 | Would You Wrather Take a Dive?                      | Czy zdecydujesz się na upadek?                    | Trevor Kirschner   | Boyce Bugliari i Jamie McLaughlin      | 25 marca 2020        | 20 października 2020 | 212 |
| 34 | Would You Wrather Have a World Record?              | Czy chcesz pobić światowy rekord?                 | Sonia Bhalla       | Boyce Bugliari i Jamie McLaughlin      | 26 marca 2020        | 21 października 2020 | 213 |
| 35 | Would You Wrather Turn 13?                          | Czy warto mieć 13 lat?                            | Trevor Kirschner   | Randi Barnes                           | 27 marca 2020        | 22 października 2020 | 214 |
| 36 | Would You Wrather Trash a Friend?                   | Czy wyrzucisz przyjaciela do śmieci?              | Wendy Faraone      | Matt Roman                             | 3 kwietnia 2020      | 23 października 2020 | 215 |
| 37 | Would You Wrather Have Mom Bust You Out?            | Co powiesz na rodzinny ratunek?                   | Guy Distad         | Wesley Jermaine Johnson i Scott Taylor | 10 kwietnia 2020     | 26 października 2020 | 216 |
| 38 | Would You Wrather Lose Your Bestie?                 | Czy chcesz stracić przyjaciółkę?                  | Jon Rosenbaum      | Chris Peterson i Bryan Moore           | 1 czerwca 2020       | 27 października 2020 | 222 |
| 39 | Would You Wrather Have a Secret Admirer?            | Czy chcesz mieć tajemniczego wielbiciela?         | Morenike Joela     | Boyce Bugliari i Jamie McLaughlin      | 2 czerwca 2020       | 28 października 2020 | 223 |
| 40 | Would You Wrather Live with Kramsky?                | Czy dobrze jest mieszkać z panem Kramskym?        | Bryan McKenzie     | Boyce Bugliari i Jamie McLaughlin      | 3 czerwca 2020       | 29 października 2020 | 218 |
| 41 | Would You Wrather Go to Prom?                       | Czy chcesz iść na bal?                            | Wendy Faraone      | Boyce Bugliari i Jamie McLaughlin      | 4 czerwca 2020       | 30 października 2020 | 225 |
| 42 | Would You Wrather Say Goodbye?                      | I jak tu się pożegnać?                            | Wendy Faraone      | Randi Barnes                           | 5 czerwca 2020       | 2 listopada 2020     | 224 |
| 43 | Would You Wrather Dress Like a Pilgrim?             | Czy warto ubierać się staromodnie?                | Wendy Faraone      | Wesley Jermaine Johnson i Scott Taylor | 12 czerwca 2020      | 3 listopada 2020     | 226 |
| 44 | Would You Wrather Crash a Wedding?                  | Czy zepsulibyście komuś wesele?                   | Danielle Fishel    | Bryan Moore i Chris Peterson           | 19 czerwca 2020      | 4 listopada 2020     | 227 |
| 45 | Would You Wrather Rip Your Pants?                   | Czy fajnie mieć podarte spodnie?                  | Jody Margolin Hahn | Boyce Bugliari i Jamie McLaughlin      | 26 czerwca 2020      | 5 listopada 2020     | 228 |
| 46 | Would You Wrather Be the Wagners?                   | Czy warto podszyć się pod Wagnerów?               | Robbie Countryman  | Chris Peterson i Bryan Moore           | 17 lipca 2020        | 9 listopada 2020     | 217 |
| 47 | Would You Wrather Have a Pig in a Cowboy Hat?       | Czy chcesz dostać świnię w kowbojskim kapeluszu?  | Jon Rosenbaum      | Kelly Hannon                           | 7 sierpnia 2020      | 10 listopada 2020    | 220 |
| 48 | Would You Wrather Move?                             | Czy się przeprowadzić?                            | Robbie Countryman  | Boyce Bugliari i Jamie McLaughlin      | 14 sierpnia 2020     | 11 listopada 2020    | 221 |
| 49 | Would You Wrather Have a Snow Day?                  | Co by tu wybrać – śnieg czy szkołę?               | Jody Margolin Hahn | Wesley Jermaine Johnson i Scott Taylor | 11 września 2020     | 28 listopada 2020    | 203 |